# Japán egysínű vasútjainak listája
Ez egy lista japán egysínű vasutakról:
- Chiba városi egysínű vasút
- Ueno állatkerti függővasút (Ueno Park, 1958)
- Kitakyushu nyeregvasút
- Tokió nyeregvasút
- Okinawa nyeregvasút
- Tama Toshi nyeregvasút
- Monkey Park nyeregvasút (Inuyama, Aichi, 1962)
- Osaka nyeregvasút
- Shonan nyeregvasút
- SkyRail (Aki-ku, Hiroshima, Hiroshima, 1998)
- Tokió Disney Resort egysínű vasút

A Portliner, a Rokko Liner (Kobe), a New Shuttle (Saitama), a Yurikamome (Tokió) és Kanazawa Seaside Line (Yokohama) ICTS people movers esetében nem beszélhetünk egysínű vasutakról, habár első pillantásra arra hasonlítanak. (A középső sín csak irányításra szolgál.)

## Képgaléria

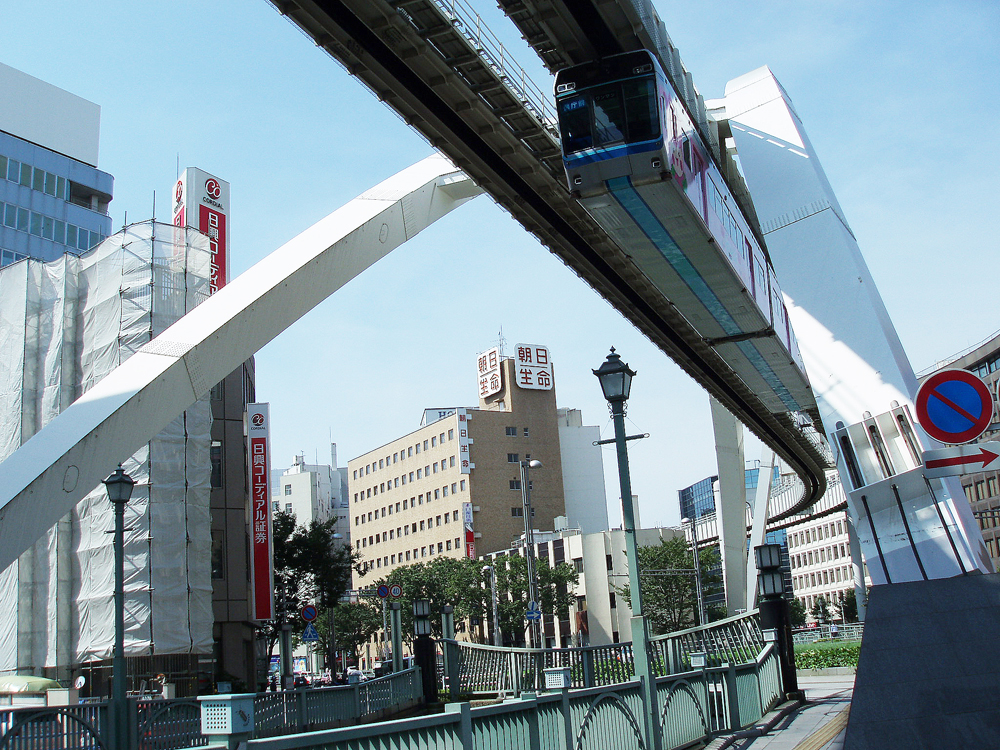
A Chiba Monorail függővasút
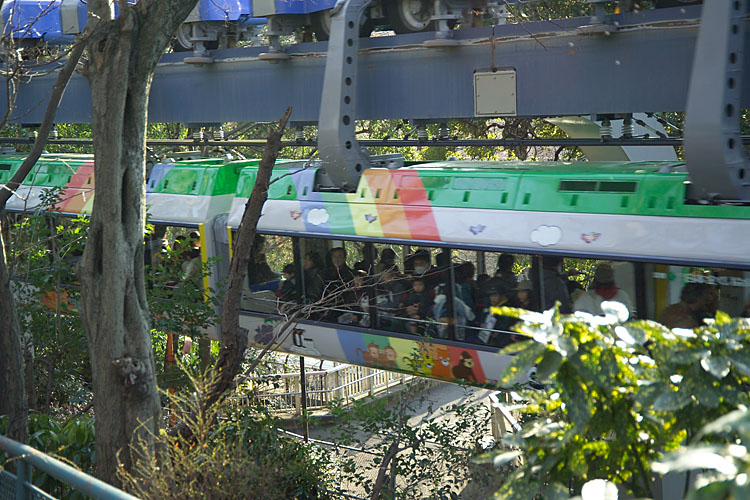
Függővasút Tokióban, az Ueno Állatkertben
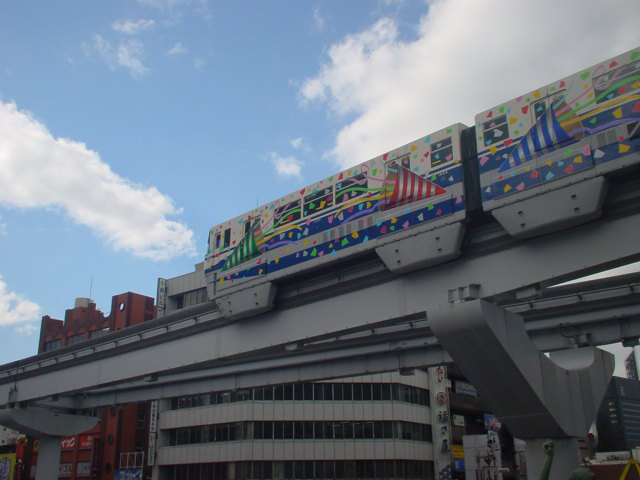
A Kitakyushu nyeregvasút épp elhagyja a Kokura állomást
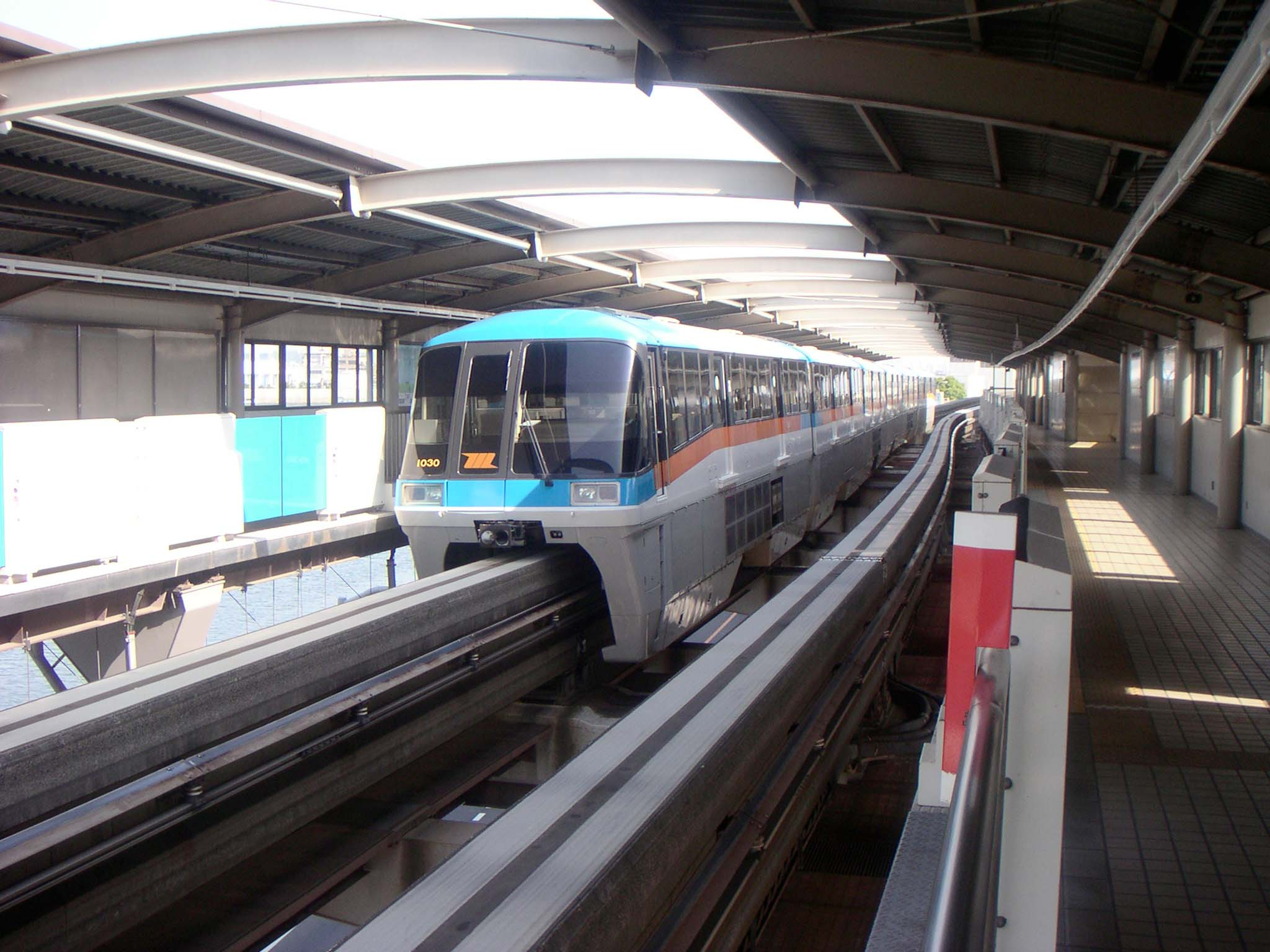
A Tokió nyeregvasút a Seibijo állomásnál
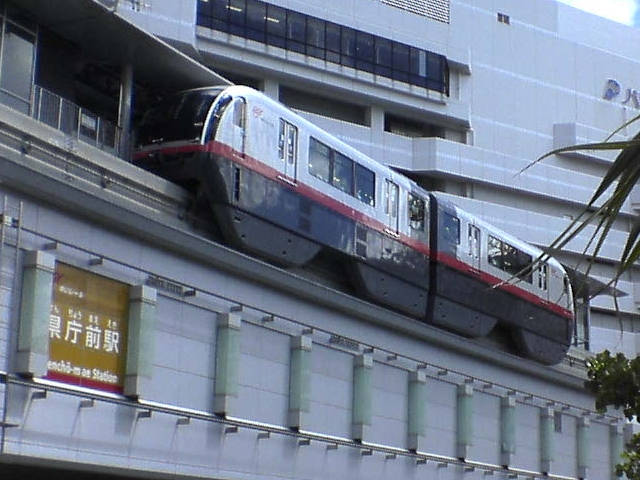
Az Okinawa nyeregvasút a Kencho-mae állomásnál
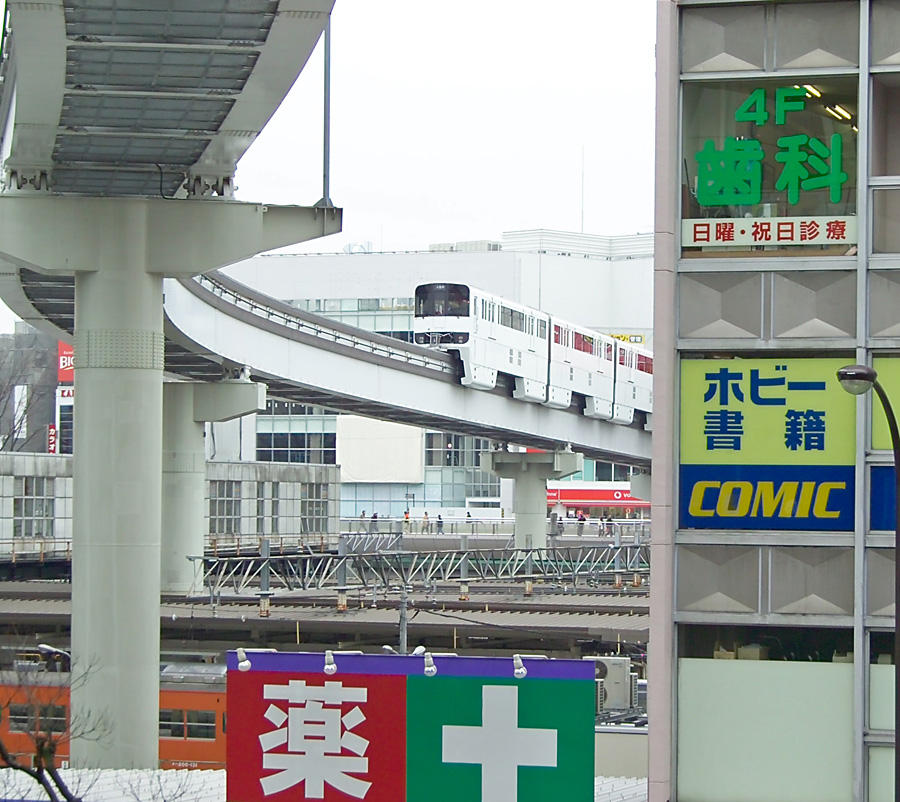
A Tama Toshi nyeregvasút a Tachikawa állomásnál, Tokióban

## Lásd még
- Egysínű vasút